# Christian Lopez
Christian Lopez (født 15. marts 1953 i Aïn Témouchent, Algeriet) er en tidligere fransk fodboldspiller, der spillede som forsvarsspiller. Han var på klubplan tilknyttet Saint-Étienne, Toulouse og Montpellier. Med Saint-Étienne var han med til at vinde fire franske mesterskaber og tre Coupe de France-titler.
Lopez blev desuden noteret for 39 kampe og én scoring for Frankrigs landshold. Han deltog ved både VM i 1978 og VM i 1982.

## Titler
Ligue 1
- 1974, 1975, 1976 og 1981 med Saint-Étienne

Coupe de France
- 1974, 1975 og 1977 med Saint-Étienne